# Epidendrum silvae
Epidendrum silvae là một loài thực vật có hoa trong họ Lan. Loài này được Hágsater & V.P.Castro mô tả khoa học đầu tiên năm 1999.